# Marlos
Marlos Romero Bonfim (em ucraniano: Марлос Ромеро Бонфім), mais conhecido apenas como Marlos (São José dos Pinhais, 7 de junho de 1988), é um ex-futebolista brasileiro naturalizado ucraniano que atuava como meio-campista. Atualmente é CEO do São Joseense.

## Carreira

### Coritiba
Oriundo das categorias de base do Coritiba, Marlos se tornou profissional em 2006 e no ano seguinte, foi fundamental na equipe que conquistou o título do Campeonato Brasileiro da Série B, levando o clube à elite do futebol brasileiro. Conquistou o estadual pelo Coxa, em 2008 disputou o Brasileirão e seguiu com a camisa titular. Em 2009, após boas atuações no estadual, apesar do terceiro lugar do Coritiba na competição, Marlos estreou no Brasileiro ainda pelo Coxa. Na segunda rodada, foi anunciado como reforço do São Paulo, que firmou contrato de cinco anos com o jogador.

### São Paulo
Foi contratado junto ao Coritiba no dia 21 de maio em um contrato de cinco anos. Foi utilizado na sua chegada no time sob o comando de Ricardo Gomes, mas como não tinha muita experiência, perdeu a vaga de titular. No dia 6 de setembro, quando o São Paulo jogava no Mineirão contra o Cruzeiro, entrou no segundo tempo no lugar do também meia Hugo, e três minutos depois fez um gol que empatou o jogo para o São Paulo. No ano de 2010, depois de bons jogos contra o Botafogo e Santo André, se firmou como titular na equipe. Em 2011 assumiu a camisa 11 do São Paulo, que no início de 2010 foi utilizada por Marcelinho Paraíba. Nesta temporada chegou a ter um ótima sequência de jogos pelo São Paulo, marcando gols importantes, mas depois acabou perdendo espaço.

### Metalist Kharkiv

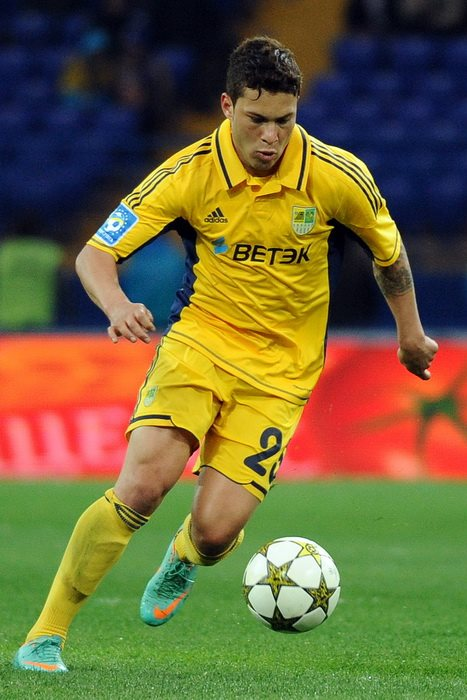
Marlos com Metalist.

Após 3 temporadas no São Paulo, Marlos foi vendido ao Metalist Kharkiv, da Ucrânia, no dia 6 de janeiro de 2012 por U$ 5 milhões (cerca de R$ 9,2 milhões). Ele fez sua estreia no Campeonato Ucraniano em uma partida contra o Obolon Kyiv. Em 23 de fevereiro de 2012, Marlos marcou seu primeiro gol pelo Metalist em uma partida da Liga Europa contra o Red Bull Salzburg. Esta partida terminou com uma vitória do Metalist por 4 a 1 e permitiu que o time avançasse para a próxima fase.

### Shakhtar Donetsk
Em 2014, foi vendido ao Shakhtar Donetsk, por cerca de 8 milhões de euros.
Marlos defendeu o Shakhtar Donetsk, da Ucrânia, por quase oito anos. No total, disputou 287 jogos oficiais pelo clube, com 74 gols e 62 assistências, e 12 títulos conquistados.

### Athletico Paranaense
Em 2 de fevereiro de 2022, O Athletico Paranaense confirmou a contratação de Marlos, de 33 anos, que assinou contrato até o final do ano e assumiu a camisa 10. Já em sua estreia Marlos marcou um gol. Ele entrou no segundo tempo e fez um golaço, no empate em 2 a 2 com o Palmeiras, pelo jogo de ida da Recopa.
O Athletico não renovou contrato de Marlos para a próxima temporada. Marlos fez apenas 14 jogos pelo Furacão, sendo titular apenas em dois.

## Seleção Ucraniana
Um dia depois de conseguir a cidadania ucraniana, foi convocado pelo treinador Andriy Shevchenko para os dois últimos jogos das Eliminátorias, contra Kosovo e Cróacia. Marlos fez parte do elenco da Seleção Ucraniana que disputou a Eurocopa de 2020.

## Estatísticas
Até 8 de dezembro de 2016.

### Clubes
| Clube             | Temporada         | Campeonato nacional | Campeonato nacional | Campeonato nacional | Copa nacional[a] | Copa nacional[a] | Copa nacional[a] | Competições continentais[b] | Competições continentais[b] | Competições continentais[b] | Outros torneios[c] | Outros torneios[c] | Outros torneios[c] | Total | Total | Total   |
| Clube             | Temporada         | Jogos               | Gols                | Assist.             | Jogos            | Gols             | Assist.          | Jogos                       | Gols                        | Assist.                     | Jogos              | Gols               | Assist.            | Jogos | Gols  | Assist. |
| ----------------- | ----------------- | ------------------- | ------------------- | ------------------- | ---------------- | ---------------- | ---------------- | --------------------------- | --------------------------- | --------------------------- | ------------------ | ------------------ | ------------------ | ----- | ----- | ------- |
| Coritiba          | 2006              | 0                   | 0                   | 0                   | 0                | 0                | 0                | —                           | —                           | —                           | 0                  | 0                  | 0                  | 0     | 0     | 0       |
| Coritiba          | 2007              | 0                   | 0                   | 0                   | 0                | 0                | 0                | —                           | —                           | —                           | 0                  | 0                  | 0                  | 0     | 0     | 0       |
| Coritiba          | 2008              | 33                  | 3                   | 9                   | 0                | 0                | 0                | —                           | —                           | —                           | 0                  | 0                  | 0                  | 33    | 3     | 9       |
| Coritiba          | 2009              | 1                   | 0                   | 0                   | 0                | 0                | 0                | —                           | —                           | —                           | 0                  | 0                  | 0                  | 1     | 0     | 0       |
| Coritiba          | Total             | 34                  | 3                   | 9                   | 0                | 0                | 0                | 0                           | 0                           | 0                           | 0                  | 0                  | 0                  | 34    | 3     | 9       |
| São Paulo         | 2009              | 26                  | 1                   | 3                   | —                | —                | —                | 1                           | 0                           | 0                           | —                  | —                  | —                  | 27    | 1     | 3       |
| São Paulo         | 2010              | 33                  | 4                   | 6                   | —                | —                | —                | 8                           | 0                           | 2                           | 13                 | 1                  | 0                  | 54    | 5     | 8       |
| São Paulo         | 2011              | 26                  | 4                   | 3                   | 7                | 0                | 0                | 3                           | 0                           | 0                           | 18                 | 3                  | 0                  | 54    | 7     | 3       |
| São Paulo         | Total             | 85                  | 9                   | 12                  | 7                | 0                | 0                | 12                          | 0                           | 2                           | 31                 | 4                  | 0                  | 135   | 13    | 14      |
| Metalist          | 2011–12           | 9                   | 1                   | 0                   | —                | —                | —                | 6                           | 1                           | 1                           | —                  | —                  | —                  | 15    | 2     | 1       |
| Metalist          | 2012–13           | 27                  | 5                   | 9                   | 2                | 2                | 0                | 10                          | 1                           | 1                           | —                  | —                  | —                  | 39    | 8     | 10      |
| Metalist          | 2013–14           | 17                  | 3                   | 5                   | 2                | 0                | 1                | 2                           | 0                           | 1                           | —                  | —                  | —                  | 21    | 3     | 7       |
| Metalist          | Total             | 53                  | 9                   | 14                  | 4                | 2                | 1                | 18                          | 2                           | 3                           | 0                  | 0                  | 0                  | 75    | 13    | 18      |
| Shakhtar Donetsk  | 2014–15           | 21                  | 4                   | 3                   | 7                | 0                | 1                | 6                           | 0                           | 0                           | 1                  | 1                  | 0                  | 35    | 5     | 4       |
| Shakhtar Donetsk  | 2015–16           | 24                  | 8                   | 10                  | 5                | 0                | 1                | 18                          | 4                           | 4                           | 1                  | 0                  | 0                  | 48    | 12    | 15      |
| Shakhtar Donetsk  | 2016–17           | 17                  | 3                   | 3                   | 1                | 1                | 0                | 9                           | 2                           | 4                           | 1                  | 0                  | 0                  | 28    | 6     | 7       |
| Shakhtar Donetsk  | Total             | 62                  | 15                  | 16                  | 13               | 1                | 2                | 33                          | 6                           | 8                           | 3                  | 1                  | 0                  | 111   | 23    | 26      |
| Total na carreira | Total na carreira | 234                 | 36                  | 51                  | 24               | 3                | 3                | 63                          | 8                           | 13                          | 34                 | 5                  | 0                  | 355   | 52    | 67      |

- a. ^ Jogos da Copa do Brasil e Copa da Ucrânia
- b. ^ Jogos da Copa Libertadores da América, Copa Sul-Americana, Liga Europa da UEFA e Liga dos Campeões da UEFA
- c. ^ Jogos do Campeonato Paranaense, Campeonato Paulista e Supercopa da Ucrânia

## Títulos
Shakhtar Donetsk
- Campeonato Ucraniano: 2016–17, 2017–18, 2018–19 e 2019–20
- Copa da Ucrânia: 2016–17, 2017–18 e 2018–19
- Supercopa da Ucrânia: 2014, 2015 e 2017

Coritiba
- Campeonato Paranaense: 2008
- Campeonato Brasileiro - Série B: 2007

### Artilharia
- Recopa Sul-Americana de 2022 (1 gol)